# Jean-Noël Fagot
Jean-Noël Fagot (* 9. Dezember 1958 in Grenoble) ist ein ehemaliger französischer Eisschnellläufer.

## Werdegang
Fagot, der für den Club Sport Chamonix startete, kam bei französischen Meisterschaften zweimal auf den zweiten sowie sechsmal auf den dritten Platz und startete international erstmals in der Saison 1979/80. Dabei gewann er bei der 3-Bahnen-Tournee in Innsbruck den Wettbewerb im Großen Vierkampf. In den folgenden Jahren wurde er im Januar 1983 bei der 3-Bahnen-Tournee in Innsbruck Dritter im Mehrkampf und belegte bei den Olympischen Winterspielen 1984 in Sarajevo jeweils den 31. Platz über 5000 m und 10.000 m sowie bei den Mehrkampfeuropameisterschaft 1985 in Eskilstuna den 27. Platz im Großen Vierkampf. Von der 1985/86 bis zur Saison 1988/89 nahm er an acht Läufen im Eisschnelllauf-Weltcup teil und erreichte dabei im Dezember 1987 in Calgary mit dem 20. Platz über 10.000 m seine beste Platzierung in dieser Rennserie.

## Persönliche Bestleistungen
| Disziplin | Zeit         | Datum             | Ort                  |
| --------- | ------------ | ----------------- | -------------------- |
| 500 m     | 42,55 s      | 10. Januar 1981   | Madonna di Campiglio |
| 1000 m    | 1:24,08 min  | 5. Februar 1983   | Grenoble             |
| 1500 m    | 2:03,90 min  | 9. Januar 1985    | Madonna di Campiglio |
| 3000 m    | 4:13,04 min  | 9. Dezember 1987  | Calgary              |
| 5000 m    | 7:16,35 min  | 12. November 1988 | Calgary              |
| 10.000 m  | 14:57,90 min | 6. Dezember 1987  | Calgary              |